# Brokhausen
Brokhausen este o localitate care se află la 4 km și aparține de orașul Detmold. Denumirea de Brok provine din termenul Bruch - ruptură, numele fiind dat de regiunea de smârc în care se află „Brokhausen”.
Un document istoric din anul 1621 amintește localitatea sub numele de „Brocksen”, care în anul 1390 este amintit ca „Pothof” de care aparținea o baltă care există și în prezent. Azi se mai pot vedea casele vechi care au fost renovate și anual au loc jocuri de piese istorice de teatru.